# Ikhtilaf
Ikhtilaf är ett begrepp som syftar på skillnaderna mellan olika muslimska rättskolor (madhhab). Principen innebär att muslimer måste acceptera att det finns olika uppfattningar inom islam om vad som är rätt, detta tar sig uttryck i de olika skolor som accepterar varandra. Att det finns en viss oenighet är en gåva från Gud och ska ses som något positivt. De utbildade ser det som något positivt medan de som är outbildade däremot snarare ser det som något negativt. Det som binder dem samman är att alla anser att lagen är ett uttryck för vad Gud vill göra för människorna och dessa lagar ska baseras på Guds uppenbarelser. När olika skolor skiljer sig i åsikt om en fråga kan alla ha rätt, då det inte finns något absolut rätt eller fel som människan kan förstå, utan det är själva strävan efter att nå den absoluta sanningen som är central. Att tolerera de andra skolornas inställning är lovvärt. Detta beror på att människan är felande och aldrig kan uppnå absolut kunskap, det kan endast Gud. På grund av detta slutar även alla juridiska domslut med orden "men Gud vet bäst".